# Leone Concato
Leone Concato (Sossano, 1912 – Sardegna, 1977) è stato un giornalista, aviatore e imprenditore italiano. 
Dopo aver combattuto durante la Guerra d'Etiopia, fu un noto corrispondente di guerra, militando attivamente nelle file della Regia Aeronautica durante la Seconda guerra mondiale. Dopo la fine della guerra lavorò per molto tempo presso la società elicotteristica Agusta, e fu direttore editoriale della rivista dedicata al mondo degli elicotteri L'Ala Rotante.

## Biografia
Nacque a Sossano (Vicenza) nel 1912. Laureato in Giurisprudenza divenne allievo Allievo ufficiale nel 1930, e sottotenente di fanteria nel 1931. Attirato dal mondo dell'aviazione nell'agosto 1933 conseguì il brevetto di pilota civile. L'anno successivo fu arruolato nella Regia Aeronautica, e con lo scoppio della Guerra d'Etiopia, nel 1935, chiede di essere assegnato a quel teatro operativo. A causa della mancanza del brevetto militare la sua richiesta non fu accolta dai comandi dell'aeronautica, ed egli chiese ugualmente di partire volontario come capomanipolo della Milizia Volontaria per la Sicurezza Nazionale. Il 15 luglio si imbarcò per l'Africa Orientale Italiana inquadrato nel 142º Battaglione della 5ª Divisione CC.NN. "1 febbraio". Prese parte alla guerra e alle successive, numerose, operazioni di polizia coloniale eseguite da parte delle truppe italiane dopo la fine ufficiale del conflitto. Nel giugno 1937 rientrò in patria, e scrisse un libro intitolato Il battaglione vicentino, che riscosse un discreto successo. Nel 1938 conseguì il brevetto di pilota militare sull'aeroporto di Cameri, entrando a far parte della riserva militare. Intraprese la carriera giornalistica, con l'entrata in guerra dell'Italia, il 10 giugno 1940, chiese subito di partire volontario. La sua domanda venne accolta e il 17 dello stesso mese partì per il fronte come corrispondente di guerra aeronautico.
Partecipò a numerose azioni belliche, tra le quali un bombardamento navale effettuato il 9 luglio insieme al generale di brigata aerea Stefano Cagna. Nell'agosto dello stesso anno partì a bordo di un trimotore Savoia-Marchetti S.M.82 Marsupiale da un aeroporto dell'Africa settentrionale italiana per raggiungere l'Africa Orientale Italiana, effettuando ispezioni a Cassala, Metemma, Berbera e sul fronte keniano. Ritornato in Africa settentrionale prese parte a missioni di bombardamento su Alessandria d'Egitto, Marsa Matruh, Fuka e sul Canale di Suez. Per queste azioni fu decorato con una Medaglia di bronzo al valor militare e una Croce di guerra al valor militare. Nel dicembre 1940 fu promosso capitano pilota. Nel gennaio 1941, dopo aver ispezionato il fronte greco, seguì le fasi dell'invasione della Jugoslavia da parte delle truppe dell'Asse.
I suoi servizi giornalistici apparvero su diverse riviste aeronautiche dell'epoca tra cui Le vie dell'aria e L'Ala d'Italia, e poi sul Giornale di Genova, sul Corriere Mercantile, sui 22 quotidiani associati nell'Ente Stampa, per arrivare infine sul prestigioso Corriere della Sera. Nel 1941 vinse il Premio Massai come miglior corrispondente di guerra indetto dalla rivista L'Ala d'Italia. Nei primi mesi del 1941 il Ministero dell'Aeronautica gli assegnò in dotazione un proprio velivolo da collegamento, un Saiman 202, a bordo del quale si recò in Dalmazia e a Zagabria, in Croazia. Nell'agosto del 1941 seguì il trasferimento a tappe di un gruppo di aerei da caccia Macchi C.200 Saetta da Roma fino all'Unione Sovietica. Rientrò in Italia dal fronte orientale nel dicembre dello stesso anno, per ripartire nel gennaio 1942 alla volta dell'Africa settentrionale a seguito delle truppe italo-tedesche che avanzavano verso l'Egitto. Dopo la battaglia di El Alamein effettuò missioni in Tunisia, e poi in Sicilia.
Durante una visita negli Stati Uniti effettuata poco dopo rimase impressionato dai primi elicotteri prodotti dalla società Bell. Tornato in Italia fondò a Milano, insieme all'industriale Pietrantonio, l'impresa AERSILTA che nel 1950 acquistò la licenza di costruzione degli elicotteri Bell 47 Mancando l'AERSILTA delle necessarie capacità produttive, nel 1952 egli convinse il proprietario alla società Costruzioni Aeronautiche Giovanni Agusta spa ad acquistare le sub-licenze di produzione degli elicotteri, entrando contemporaneamente nella società con il ruolo di vice presidente. Al fianco del Cavaliere Domenico Agusta, che farà entrare in diretto contatto diretto con l'industriale statunitense Larry Bell, condurrà per molti anni l'azienda di Cascina Costa, sino ad espanderla a livello internazionale. Durante i venticinque anni trascorsi in azienda fonderà e dirigerà, in qualità di direttore editoriale, la rivista di elicotteri L'Ala Rotante. In quegli anni rappresentò la ditta americana Douglas Aircraft Company durante l'acquisizione dei velivoli Douglas DC-9 da parte della compagnia di bandiera Alitalia, e nella cessione delle licenze di costruzione del bimotore executive PD-808 alla Piaggio. Promuoverà e condurrà, con la Boeing-Vertol, l'acquisizione da parte delle Forze Armate Italiane, degli elicotteri d'assalto bi-rotore CH-47C Chinook per l'esercito, e con la Sikorsky degli elicotteri antisommergibile AS-61D Sea King e da soccorso HH-3F Pelican.. Si sposò con la signorina Gabriella Achille, che gli diede tre figli: Gabriele, Leonardo e Giorgia.
Nel 1973, con l'entrata dell'Agusta nel gruppo EFIM ottenne la nomina a consigliere di amministrazione della SIAI-Marchetti di Sesto Calende. Il 27 maggio 1977 fu rapito da anonimi sequestratori in Sardegna nella sua villa di Porto Cervo, in Costa Smeralda, e nonostante la famiglia avesse pagato un riscatto non tornò mai a casa, probabilmente ucciso dai suoi sequestratori. Il suo corpo non venne mai ritrovato.

### Pubblicazioni
- L'Ala d'Italia, n. 4, febbraio 1943, ISSN non esistente.
- Raffaello Guzman, Il Tempo, 29 maggio 1977.

| Controllo di autorità | VIAF (EN) 32286010 · ISNI (EN) 0000 0000 3808 1775 · LCCN (EN) nb2006009170 · BNF (FR) cb15068996c (data) |